# Dhuys et Morin-en-Brie
Pour les articles homonymes, voir Morin.
Dhuys et Morin-en-Brie [dɥis e mɔʁɛ̃ ɑ̃ bʁi] est, depuis le 1er janvier 2016, une commune nouvelle française située dans le département de l'Aisne, en région Hauts-de-France.
Cette commune nouvelle est issue du regroupement des communes d'Artonges, de La Celle-sous-Montmirail, de Fontenelle-en-Brie et de Marchais-en-Brie. Son chef-lieu est fixé à Marchais-en-Brie,,.

## Géographie

### Localisation
Dhuys et Morin-en-Brie est située à l'extrémité sud du département de l'Aisne, à vol d'oiseau à 76,8 km au sud de la préfecture de Laon, et à 18,9 km au sud est de la sous-préfecture de Château-Thierry. Elle se trouve à 83,3 km à l'est de Paris.
Elle est la commune la plus méridionale de la région Hauts-De-France
Par rapport à Marchais-en-Brie, chef-lieu de la commune nouvelle, La Celle-sous-Montmirail se trouve à 2,8 km au sud-ouest, Fontenelle-en-Brie à 4,1 km au nord et Artonges à 7,1 km au nord-est.
Par rapport à Marchais-en-Brie, le chef-lieu, les communes les plus proches sont Mécringes (2,6 km), L'Épine-aux-Bois (2,8 km), Vendières (3,1 km), Rieux (3,9 km), Montmirail (4,2 km), Montenils (4,5 km), Rozoy-Bellevalle (4,8 km), Montdauphin (5,5 km), Montolivet (6,9 km), Viffort (8,8 km), Pargny-la-Dhuys (9,1 km), Corrobert (9,5 km) et Montlevon (9,9 km).
| Rozoy-Bellevalle                                                   | Viffort Montlevon                        | Pargny-la-Dhuys Corrobert (Marne) |
| L'Épine-aux-Bois                                                   | Dhuys et Morin-en-Brie                   | Montmirail (Marne)                |
| Vendières Montdauphin (Seine-et-Marne) Montolivet (Seine-et-Marne) | Montenils (Seine-et-Marne) Rieux (Marne) | Mécringes (Marne)                 |

### Géologie et relief
La superficie de la commune est de 4 004 hectares ; son altitude varie entre 107 mètres et 222 mètres. Issues du regroupement de quatre communes, le relief de la commune varie en fonction des endroits du territoire communal. La commune se situe essentiellement sur le plateau de Brie traversé par deux cours d'eau, la Dhuis et le Petit Morin, formant des vallons au niveau des communes déléguées d'Artonges et de La Celle-sous-Montmirail.

### Hydrographie

#### Réseau hydrographique
La commune est située dans le bassin Seine-Normandie. Elle est drainée par le Petit Morin, la Dhuis, le cours d'eau 01 des Haras, le ru de Vinet, le fossé 01 de Coulgis, le fossé 01 de la commune d'Artonges, le fossé 01 de l'étang de la Verrerie, le fossé 01 de Villefontaine, le fossé 01 de Vilzeaux, le fossé 01 des Queues, le Petit Morin, le ru de la Borde, le ru des Rieux, le ru du Bois de Courmont, le ru du Luart et un autre petit cours d'eau,.
Le Petit Morin, d'une longueur de 86 km, prend sa source dans la commune de Val-des-Marais et se jette  dans la Marne à La Ferté-sous-Jouarre, après avoir traversé 29 communes.
La Dhuis, d'une longueur de 21 km, prend sa source dans la commune de Janvilliers et se jette  dans le Surmelin à Celles-lès-Condé, après avoir traversé neuf communes.

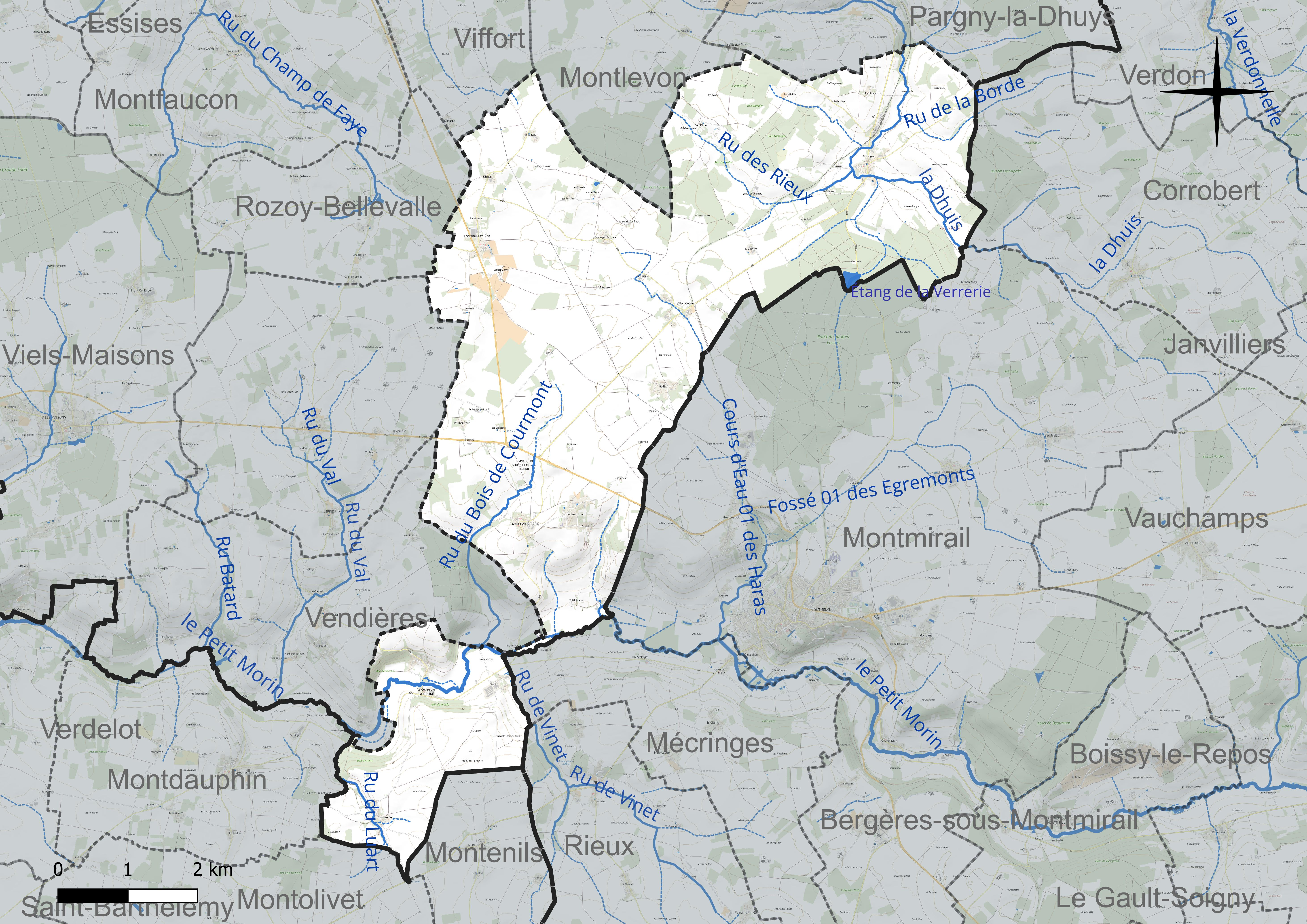
Réseau hydrographique de Dhuys et Morin-en-Brie.

Un plan d'eau complète le réseau hydrographique : l'étang de la Verrerie (4,4 ha),.

#### Gestion et qualité des eaux
Le territoire communal est couvert par le schéma d'aménagement et de gestion des eaux (SAGE) « Petit et Grand Morin ». Ce document de planification concerne le territoire des bassins versants du Petit Morin (630 km2) et du Grand Morin (1 185 km2) et se répartit sur trois départements (la Marne, l'Aisne et la Seine-et-Marne). Il a été approuvé le 21 octobre 2016. La structure porteuse de l'élaboration et de la mise en œuvre est le Syndicat mixte d'aménagement et de gestion des eaux (SMAGE) - EPAGE.
La qualité des cours d'eau peut être consultée sur un site dédié géré par les agences de l'eau et l'Agence française pour la biodiversité.

### Climat
Pour des articles plus généraux, voir Climat des Hauts-de-France et Climat de l'Aisne.
En 2010, le climat de la commune est de type climat océanique dégradé des plaines du Centre et du Nord, selon une étude du CNRS s'appuyant sur une série de données couvrant la période 1971-2000. En 2020, Météo-France publie une typologie des climats de la France métropolitaine dans laquelle la commune est exposée à un climat océanique altéré et est dans la région climatique Nord-est du bassin Parisien, caractérisée par un ensoleillement médiocre, une pluviométrie moyenne régulièrement répartie au cours de l'année et un hiver froid (3 °C).
Pour la période 1971-2000, la température annuelle moyenne est de 10,2 °C, avec une amplitude thermique annuelle de 15,2 °C. Le cumul annuel moyen de précipitations est de 764 mm, avec 12,1 jours de précipitations en janvier et 8,3 jours en juillet. Pour la période 1991-2020, la température moyenne annuelle observée sur la station météorologique la plus proche, située sur la commune de Blesmes à 17 km à vol d'oiseau, est de 10,6 °C et le cumul annuel moyen de précipitations est de 713,0 mm,. Pour l'avenir, les paramètres climatiques de la commune estimés pour 2050 selon différents scénarios d'émission de gaz à effet de serre sont consultables sur un site dédié publié par Météo-France en novembre 2022.

## Urbanisme

### Typologie
Au 1er janvier 2024, Dhuys et Morin-en-Brie est catégorisée commune rurale à habitat très dispersé, selon la nouvelle grille communale de densité à 7 niveaux définie par l'Insee en 2022.
Elle est située hors unité urbaine. Par ailleurs la commune fait partie de l'aire d'attraction de Paris, dont elle est une commune de la couronne,.

## Toponymie
La commune nouvelle tire son nom de deux cours d'eau traversant la commune — la Dhuys, orthographié aussi sous la forme Dhuis, et le Petit Morin — avec l'adjonction de la région naturelle de la commune, la Brie.

## Histoire
La commune nouvelle de Dhuys et Morin-en-Brie est née de la fusion de 4 communes : Artonges, La Celle-sous-Montmirail, Fontenelle-en-Brie et Marchais-en-Brie,.

## Politique et administration

### Découpage territorial
La commune de Dhuys et Morin-en-Brie est membre de la communauté d'agglomération de la Région de Château-Thierry, un établissement public de coopération intercommunale (EPCI) à fiscalité propre créé le 1er janvier 2017 dont le siège est à Étampes-sur-Marne. Ce dernier est par ailleurs membre d'autres groupements intercommunaux.
Sur le plan administratif, elle est rattachée à l'arrondissement de Château-Thierry, au département de l'Aisne et à la région Hauts-de-France. Sur le plan électoral, elle dépend du  canton d'Essômes-sur-Marne pour l'élection des conseillers départementaux, depuis le redécoupage cantonal de 2014 entré en vigueur en 2015, et de la cinquième circonscription de l'Aisne  pour les élections législatives, depuis le dernier découpage électoral de 2010.

### Administration municipale
| Nom                      | Code Insee | Intercommunalité              | Superficie (km2) | Population (dernière pop. légale) | Densité (hab./km2) |
| ------------------------ | ---------- | ----------------------------- | ---------------- | --------------------------------- | ------------------ |
| Marchais-en-Brie (siège) | 02458      | CC du canton de Condé-en-Brie | 12,78            | 327 (2022)                        | 26                 |
| Artonges                 | 02026      | CC du canton de Condé-en-Brie | 13,12            | 174 (2022)                        | 13                 |
| La Celle-sous-Montmirail | 02147      | CC du canton de Condé-en-Brie | 5,67             | 106 (2022)                        | 19                 |
| Fontenelle-en-Brie       | 02325      | CC du canton de Condé-en-Brie | 8,47             | 218 (2022)                        | 26                 |

#### Liste des maires
| Période                                  | Période  | Identité     | Étiquette | Qualité                                 |
| ---------------------------------------- | -------- | ------------ | --------- | --------------------------------------- |
| 4 janvier 2016                           | En cours | Alain Moroy, | UDI       | Retraité Réélu pour le mandat 2020-2026 |
| Les données manquantes sont à compléter. |          |              |           |                                         |

## Population et société

### Démographie
L'évolution du nombre d'habitants est connue à travers les recensements de la population effectués dans la commune depuis sa création.

En 2022, la commune comptait 825 habitants, en évolution de +1,35 % par rapport à 2016 (Aisne : −1,97 %, France hors Mayotte : +2,11 %).
| 2014 | 2019 | 2022 |
| ---- | ---- | ---- |
| 834  | 820  | 825  |

## Culture locale et patrimoine

### Lieux et monuments
- Église Saint-Martin de La Celle-sous-Montmirail.
- Église Saint-Thibaud de Fontenelle-en-Brie.
- Église Saint-Martin de Marchais-en-Brie.
- Église Saint-Pierre d'Artonges.

### Héraldique
| Blason de Dhuys et Morin-en-Brie | Blason  | D'azur à une aigle impériale d'or, surmontée de la couronne impériale du même et tenant dans ses serres un foudre de gueules aux éclairs de sable. Ornements extérieursCroix de guerre 1914-1918 |
| Blason de Dhuys et Morin-en-Brie | Détails | Armes de la commune déléguée de Marchais-en-Brie. Adopté par la municipalité. |

## Pour approfondir